# موسيقى موريتانية

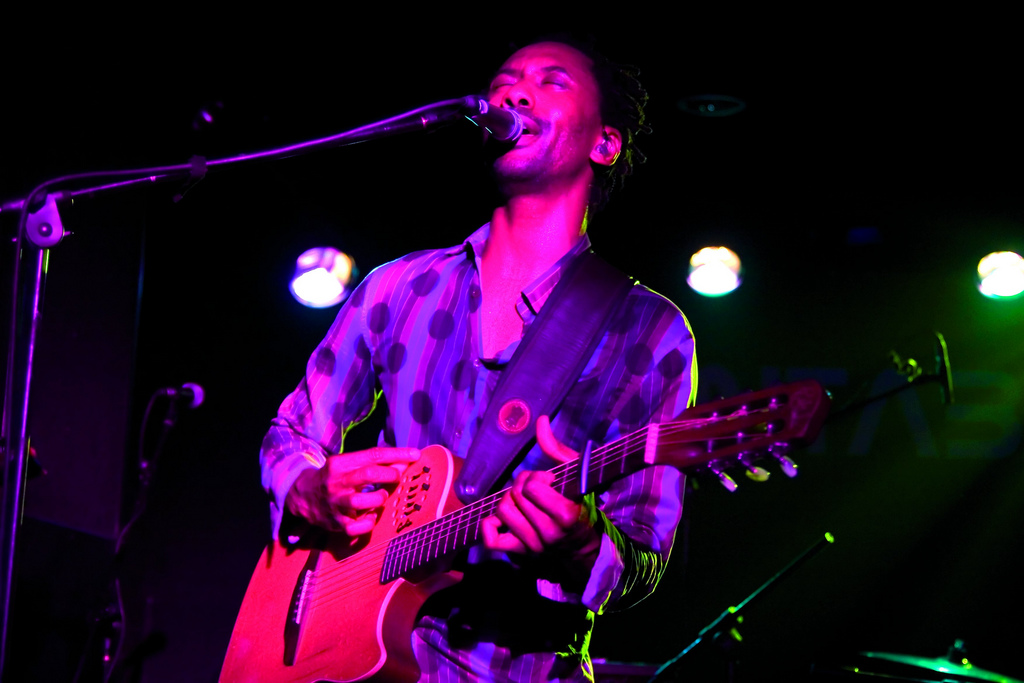
دابي توريه، مغني موريتاني، في Cines del Sur 2007

كانت الموسيقى الموريتانية (أيضا أزوان أو الهَوْلْ)حاضرة في حياة ما قبل الدولة وما بعدها ويغنى الموريتانيون التقليديون باللغة العربية الفصحى واللغة المحلية حيث أن الأغاني غالبا ما تبدأ بأبيات من الشعر العربي الفصيح كمقدمة ثم تتبعها كلمات من الحسانية.
وليس من السهل التأريخ للموسيقى الموريتانية وذلك لعدة أسباب وعراقيل ترتسم أمام الباحث في هذا المجال التراثي الحساني، فقد اختلف المؤرخون في ذلك لشح المراجع والتدوين، ولكنهم يعتمدون على ما بقي من الأسر الموسيقية العريقة التي ورثت الفن عن آباء وأجداد في كل ذلك بشكل شفوي وتطبيقي.
وقد توصلت كل تلك الدراسات إلى أن ظهور هذا الفن كان مع دخول المرابطين للمنطقة وترسخت مع مجيء بني حسان بعد ذلك في القرن الخامس عشر الميلادي حيث قامت إمارات ظهر فيها من يزاولون هذا الفن ويسمون عندهم ب «إيكاون» بكاف معقودة، ومن هذه الإمارات التي ازدهر في زمنها فن العزف والغناء إمارة أولاد أمبارك في منطقة الحوضين، وقد كان الفن الموسيقي أحد ركائزها الأساسية، فيتخذ الأمراء المغنين جلساء لهم ووسيلة إعلامية لهم في الحروب وإرساء مجد القبيلة والإمارة، فكان لتلك الإمارة الفضل الأول في إرساء دعائم هذ الفن وتطويره على الذائقة الشعبية وأغلب «الأشوار» والمعزوفات ظهرت في ذلك الزمن.
ولقد ارتبط فن الغناء عندهم بالشعر الملحون أو مايسمونه: (لغن)الذي ظل المادة الأساسية الملحنة والمغنى بها بالأساس إلى يومنا هذ،
وبعدأن نضج هذا الفن وارتسمت أسسه في منطقة الحوضين الشرقية انتقل إلى منطقة الوسط (تكانت) و«اركيبة» (لعصابه حاليا) حيث نضج أكثر ووصل مرحلة الإبداع ليصل في حركته إلى ما يسمى مصطلحا ب («الكبله»: المنطقة الجنوبية) وهناك امتدت جذوره وظهرت أسر فنية راقية جعلت منه فن مجتمع بأكمله ودولة.
ويتميز هذ الفن (أزوان) الحساني عن غيره من الفنون بكونه حكرا على شريحة معينة وهي (إيكاون)عن غيرهم.
لقد عرفت أسر كبرى زاولت الفن ودرسته وأبدعت فيه قديما كأسر (أهل انجرتو سدوم مثلا وأهل اباشه، إسماعيل مثلا وأهل سلماغة وغيرهم...إلخ) وارتبط في تلك الآونة بالأمير وكبار الإمارة من أعيان، فالفنان يمثل عندهم الدور الإعلامي لصالح هؤلاء يشيد بمكارمهم ويعبئ لحروبهم ويشغل مجالسهم بمعزوفات ليجزلوه العطاء، وقد ظل الفن على تلك الحالة لكل إمارة فنانوها من شريحة معينة حتى بعد تفكك تلك الإمارات، ولا يمتلك الفنان من آلات العزف إلا الآلات التقليدية (التيدنيت) أما الفنانة المرأة فهي تعزف على آلة (آردين التقليدية) التي تختص بها عن الرجل، وقد ساهم هذا الفن حينها وإلى وقتنا هذا في الكثير من إثراء الساحة الثقافية بتاريخ الأمير والإمارات ومناقب الأعيان لارتباطه بهم عن طريق التسميات التي تطلق في غالب الأحيان على (أشوار التيدينيت) وهي معزوفات موزونة أو لا موزونة عزفها الفنان (إيكيو) للأمير أو غيره من أعيان القبائل، كما أن الأشعار المصاحبة لتلك المعزوفات تكشف عن تاريخ وحضارة سامقة شهدتها تلك العصور.

## الآلات الموسيقية
- التيدنيت: التيدنيت هي أم الموسيقى الموريتانية أزوان فهي آلة موسيقية تقليدية يختص في عزفها الرجال الفنانين وهي آلة تحليلية تستطيع أن تعطي أجزاء دقيقة من النغمة الموسيقية، وخالية من الملاوي الموجودة في العود العربي رغم احتفاظها ببعض خصائصه الشكلية وتتكون من الأجزاء التالية:[4]
- الحوض: وهو إناء صغير مستطيل يتخذ من شجر آدرس البشام غالبا ومن «جنبه» جلد رقيق من شاة أو غيرها ويكون نيئا غير (مدبوغ) تجمع أطرافه بعضها إلى بعض لتجعل غطاء للحوض وتوسر بأسلاك من عصب على ظهره مع عود في أعلى الحوض في غلظ الأصبع وطول الشبر فأكثر.
- أربعة أوتار مصنوعة في العادة من زغب أعراف الخيل.
- يسمى الأوسطان من هذه الأوتار مهرين [واحدهما مهر ويسمى الطرفان التيشبطن] [وأحدهما تيشبْطْ] وهذان الأخيران أقصر من الأوسطين وأحدهما أقصر من الآخر.
- حربه: وهي قصبة من نحاس فيها حديدة تجعل في رأس الحوض فيها دائرة من حلق صغيرة.
- تامنانتْ: وهي عود يمد على وسط الجنبة (الجلد)
- الدبوس: وهي عود آخر تناط به رؤوس الزغب لأحد طرفيه، وطرفه الآخر يتصل بالعود الأعلى الذي في رأسه الحربة، وتحرك أوتار التيدينيت إما بالظفر، أو بأصابع اليد أو بالتوقيع على طبلة التيدينيت ضبطا لإيقاع الألحان الموزونة.
- والتيدنيت آلة مليئة بالنغمات ولها ثلاث جوانب هي:
- أجانبه الكحله، أجانبه البيظه وأجانبه العاكر (لكنيديه)،

وكل واحدة من هذه الجوانب تحوي أظهورت الهول الخمس: كر، فاق، لكحال، لبياظ ولبتيت،
بالإضافة إلى أدخولات ولرخاو والردفه ولشوار بالنسبة للجانبتين الكحلة والبيضة.
ولم يتفق الباحثون ولا المؤرخون على تاريخ محدد لظهور التيدنيت ولا لأصولها لكنهم يجمعون على أنها ظهرت مع مجيء بني حسان لهذه الأرض، يقول الفنان الكبير الأستاذ: سيد احمد ولد أحمد زيدان على أن أصولها عربية وقادمة إلى موريتانيا من الأندلس عن طريق الملحن زرياب لكنها طورت من عود عربي إلى تيدنيت موريتانية بحالتها الحالية، بينما يرى البعض الآخر أنها آلة إفريقية استوردها الموريتانيون منذ القرن الرابع عشر الميلادي.
- آردين: آلة عزف وترية وكلمة آردين هي مصطلح صنهاجي بمعنى (معزف الجارية) وهو الآلة النسائية التي تختص بضربها المرأة في العائلات الموسيقية هناك، وتتميز هذه الآلة بقدمها وبأنها (جامع آنكار) وتتكون من قدح كبير، يصنع من مادة خشبية يلف بجلد مدبوغ وبعد ان يصبح كهيئة الطبل التقليدي يؤخذ فيجعل عليه عود ليس بالرقيق ولا بالغليظ يقسم سطح القدح الدائري إلى نصفين، يثبت فيأخذ بعد ذلك عود طويل نسبيا فيثبت عند أحد رأسي العود السابق بشكل يجعله شاقوليا أو مائلا قليلا على العود الآخر وتثقب فيه ـ أي العود الطويل ـ ثقوب تزيد في بعض الأحيان على اثني عشر ثقبا فتدخل فيها مسامير صغيرة، وتشد الأوتار المثبتة في العود الأول لتكون أطرافها الأخرى مثبتة في تلك المسامير وذلك لتستطيع العازفة أن تشدهاـ والعكس ـ متى شاءت بمجرد أن تحرك تلك المسامير بشكل لولبي تبعا لما يتطلبه التحول وهو (التبرام) من مقام موسيقي إلى آخر.

وأوتار هذه الآلة تتخذ من زغب أذناب الخيل في القديم وأصبحت الآن تتخذ من مادة ابلاسيتيكية وأخرى حديدية في بعض الأحيان.
ولتزويق هذه الآلة تتخذ النساء الحناء وغيرها من الأصباغ لزخرفة الأدمة البيضاء على ظاهر القدح الآنف الذكر الذي هو قاعدة «الآردين»، كما تتخذ الحلق الصغيرة من حديد فتثبت في دوائر على سطح قاعدة الآردين حيث تصدر أصواتا عند ضرب العازفة للأوتار والطبل الذي قد يتخذ كذلك لإصدار إيقاعات موزونة إذا لم يوجد طبل مستقل لذلك.
- الطبل الموريتاني: من الآلات الايقاعية على شكل دائرة قطرها حوالي نصف متر وهو مشكل من قطعة واحدة من الخشب مغطاة بجلد بقرة ويستخدم من طرف جميع المجموعات العرقية تحت نفس الاسم تقريبا فيسميه التكارير طابال والتوارق يقولون له: توبول وعند العرب الطبل.

والطبل أداة ترمز للسيادة في المجتمع الموريتاني التقليدي وله دور اجتماعي كببير ويكون في العادة في حوزة رئيس القبيلة أو أميرها وتوزع بواسطة صوته الأوامر والإعلانات كقرب الحرب أو ضياع الحيوانات أو الأشخاص أو الرحيل، ويساهم في الاحتفالات والأفراح وهو رمز لاجتماع الجنسين لذلك يستحيي الصغار من ذكره بالاسم أمام الكبار وله متخصصون في ضربه وفي حل شفرة صوته.
- النيفارة: هي آلة نفخ موسيقية كالمزمار وتتخذ من عصا على طول المتر تقريبا مجوفة إلى نصفها وبها ثقوب، فيمسكها النافخ وينفخ فيها فتصدر أصواتا يتحكم فيها بوضع أصابعه على الثقوب.
- الغيتار: التي أدخلت قبل نصف قرن تقريبا من الآن وهي نوعان:

- الكيتارالعادي: يصدر الصوت الجهير بمجرد ضرب أوتاره وهو الأول من حيث الوجود في موريتانيا وهيئته لا تختلف كثيرا عن هيئة الكيتار الكهربائي وأوتاره من مادة ابلاستيكية.
- الكيتار الكهربائي: وهو الذي يصدر أصواته عن طريق ربطه بمكبر صوت كهربائي، ولا يختلف عن السابق إلا بخاصيته الكهربائية وأوتاره التي تتخذ من مادة حديدية في الأصل وابلاستيكيية أحيانا، وهما:- أي الكيتاران - من تصنيف «جامع آنكاره».
- الأورغ: وهي الآلة المستحدثة في هذا اللون الموسيقي الحساني فلم تك موجودة إلى عهد قريب ولكنها أصبحت تتغلغل داخل الموسيقى الموريتانية فبرزت أياد موسيقية بارعة في العزف عليها، وتجد مكانا مناسبا خاصة في المناسبات الصاخبة وغيرها أحيانا.
- كل هذه الآلات الآنفة الذكر تخضع للسلم الموسيقي المعروف كما أنه أيضا في الموسيقى الموريتانية هناك مصطلحات معروفة على غرار كل فن آخر، وسنورد بعضا منها متعارفا عليه شارحين نظريا ما يقبل الشرح أما مالم نشرحه فذلك لصعوبة شرحه نظريا أوحتى استحالة ذلك وهي: النجره، الكرصة، النفضة، البرم، الخرطة، الزمدة، اتكرديمه... إلخ
- - البرم: وهو العزف المتواصل على الوتر بشكل مستمر لوقت أطول من العادي.وقد يطلق أيضاعلى مقابل ذلك في الأصوات المغنية وجمعه«أبرام».
- - الخرطة: وهي الأخذ بالوتر المعزوف عليه من الأعلى والضغط عليه بشكل مستمر مع حركة بطيئة للأصبع الضاغط نحو الأسفل حيث يوجد عزف مستمر خفيف الضغط على نفس الوتر بإصبع اليد الأخرى.
- - أزوان: وهو المصطلح العام الذي يطلق على الموسيقى الموريتانية.
- - آمنكري: وهو الصوت الأولي الذي يصدر عن الأوتار الطويلة المسماة بالأمهار، وقد اصطلح أيضا للترجيع العالي في صوت المغني. وإذا ارتفع هذ الصوت يسمى«لعبار».

وقد كان الغناء قبل سدوم ول انجرتو وطبقته على الطريقة البيضاء ــ أسلوب العرب ــ فخلطوا به من نغمات السودان وألحانهم ونظموه كما هو اليوم>.
- - الجوانب البحور والمقامات:

تتكون الموسيقى الموريتانية أو الهول التقليدي من ثلاثة جوانب (طرق) هي:
- - أجانبه الكحلة
- - أجانبه البيظه
- - أجانبه العاكر (لكنيدِيَّه)،
- وتحوي كل واحدة من هذه الجوانب الثلاثة أربعة بحور وهي:
- 1- كــــر
- 2- فـــاق
- 3- لكحال
- 4- لبيـاظ
- 5- لبتيت

```
ويحتوي كل واحد من هذه البحور دائما على سواد «
أكحال
» وبياض «
أبياظ
» وعلى «
أزراك
»
[
7
]
```

```
كما تحوي هذه البحور كذلك مقامات تسمي «أظهُورَ»، ولكل منها اسمه الخاص به في كل جانبة على حدة.
[
8
]
```

- الجدول التالي يوضح هذه الطرق والمقامات

## طرق ومقامات الموسيقى
طرق الموسيقى
|  |  |  | ┐──────       | ─── | ┤──────       | ────── | ┌      |
|  |  |  | الطريق الكحلة |     | الطريق البيظة |        | لگنيدة |

| الطريق / المقام | كر      | فاغو    | لكحال  | لبياظ  | لبتيت        |
| --------------- | ------- | ------- | ------ | ------ | ------------ |
| الطريق البيظة   | مك موسة | السروزى | إنيام  | جينة   | لعتيگ        |
| االطريق الكحلة  | انتماس  | تمدوگة  | هيب    | مغدوگة | بيگ عظال     |
| لگنيدية         | نوفل    | إشبار   | الموسط | مندل   | بيگي المخالف |

## كلمات الأغاني
يغنى المطرب عادة باللغة العربية الفصحى أو اللهجة الحسانية حيث أن ذلك يختلف من مطرب إلى آخر ويغنى المطربون بعض القصائد العربية الفصحى وبعضها قد يعود إلى الجاهلية مثل:
نحن بنات طارق.. نمشي عى النمارق..
كما أن لقصائد الحب حضورا كثيفا في الغناء الموريتاني مثل قصائد نزار قباني وقيس أبن الملوح وغيرها.